# XIII edició dels Premis Ariel
La XIII edició dels Premis Ariel, organitzada per l'Acadèmia Mexicana d'Arts i Ciències Cinematogràfiques (AMACC), es va celebrar el 1958 per celebrar el millor del cinema durant l’any anterior. Després d'aquesta edició no se'n va convocar cap altra fins al 1972.

## Premis i nominacions[1]
Nota: Els guanyadors estan llistats primer i destacats en negreta.⭐
| Millor pel·lícula - Tizoc: Amor indio – Matouk Films SA ⭐ - Feliz año, amor mío – Cinematográfica Filmex S.A - La culta dama- CLASA SA                             | Millor direcció - Tito Davison -La dulce enemiga⭐ - Tulio Demicheli – Feliz año, amor mío - Rogelio A. González – La culta dama                       |
| Millor actor - Arturo de Córdova – Feliz año, amor mío ⭐ - Carlos Montalbán – Bambalinas - Pedro Infante – Tizoc: Amor indio                                       | Millor actriu - Silvia Pinal – La dulce enemiga ⭐ - Marga López – Feliz año, amor mío - Marilú Elizaga – La culta dama                                |
| Millor coactuació masculina - Mauricio de la Serna – El buen ladrón ⭐ - Raúl Ramírez – Dios no lo quiera - Carlos Riquelme – La dulce enemiga                      | Millor coactuació femenina - Lucy Gallardo – Bambalinas ⭐ - Maricruz Olivier – Esposa te doy - Gloria Lozano – La culta dama                          |
| Millor actor de repartiment - Roberto Ramírez – El buen ladrón ⭐ - Guillermo Álvarez Bianchi – El buen ladrón - Julio Aldama – Tizoc: Amor indio                   | Millor actriu de repartiment - Rosa María Moreno – La culta dama ⭐ - María Luisa Corona – Dios no lo quiera - Alicia del Lago – Tizoc: Amor indio     |
| Millor argument original - Alejandro Galindo – Esposa te doy⭐ - Mauricio de la Serna – El buen ladrón - Julio Alejandro – La ciudad de los niños                   | Millor guió adaptat - Julio Alejandro – Feliz año, amor mío ⭐ - Alejandro Galindo – Esposa te doy - Tulio Demicheli – La dulce enemiga                |
| Millor fotografia - Raúl Martínez Solares – Yambaó ⭐ - Alex Phillips – Tizoc: Amor indio - Rosalío Solano – Un mundo nuevo                                         | Millor edició - Carlos Savage – Un mundo nuevo ⭐ - Rafael Ceballos – Feliz año, amor mío - Gloria Schoemann – Yambaó                                  |
| Millor escenografia - Manuel Fontanals – La culta dama ⭐ - Jorge Fernández – Feliz año, amor mío - Javier Torres Torija – Los tres mosqueteros y medio             | Millor música de fons - Raúl Lavista– Tizoc: Amor indio ⭐ - René Cardona – Un mundo nuevo - Gonzalo Curiel – Vainilla, bronce y morir                 |
| Millor so - Francisco Alcayde – Bambalinas ⭐ - Rodolfo Benítez – Feliz año, amor mío - Luis Fernández – ¡Aquí están los Aguilares!                                 | Millor actuació infantil - Abraham Gelbser – La ciudad de los niños ⭐ - Paquito Fernández – El bolero de Raquel - José Romay – Pepito. as del volante |
| Millor actuació juvenil - Alejandro Parodi – El buen ladrón ⭐ - Freddy Fernández 'El Pichi' – La ciudad de los niños - Jaime Jiménez Pons – La ciudad de los niños | Millor regravació - Yambaó – Galdino R. Samperio ⭐ |
| Ariel Especial - Francisco Villar – Palacio nacional ⭐ - Carlos Velo – Torero ⭐                                                                                   | |

## Premis i nominacions múltiples
| Pel·lícula                   | Nominacions | Premis |
| ---------------------------- | ----------- | ------ |
| Tizoc: Amor indio            | 4           | 2      |
| Feliz año, amor mío          | 6           | 2      |
| La culta dama                | 4           | 2      |
| La dulce enemiga             | 2           | 2      |
| Bambalinas                   | 1           | 2      |
| El buen ladrón               | 1           | 3      |
| Esposa te doy                | 2           | 1      |
| Dios no lo quiera            | 2           | 0      |
| La ciudad de los niños       | 3           | 1      |
| Yambaó                       | 1           | 2      |
| Un mundo nuevo               | 2           | 1      |
| Vainilla, bronce y morir     | 1           | 0      |
| Los tres mosqueteros y medio | 1           | 0      |
| ¡Aquí están los Aguilares!   | 1           | 0      |
| El bolero de Raquel          | 1           | 0      |
| Pepito, as del volante       | 1           | 0      |